# Montecarlo (Misiones)

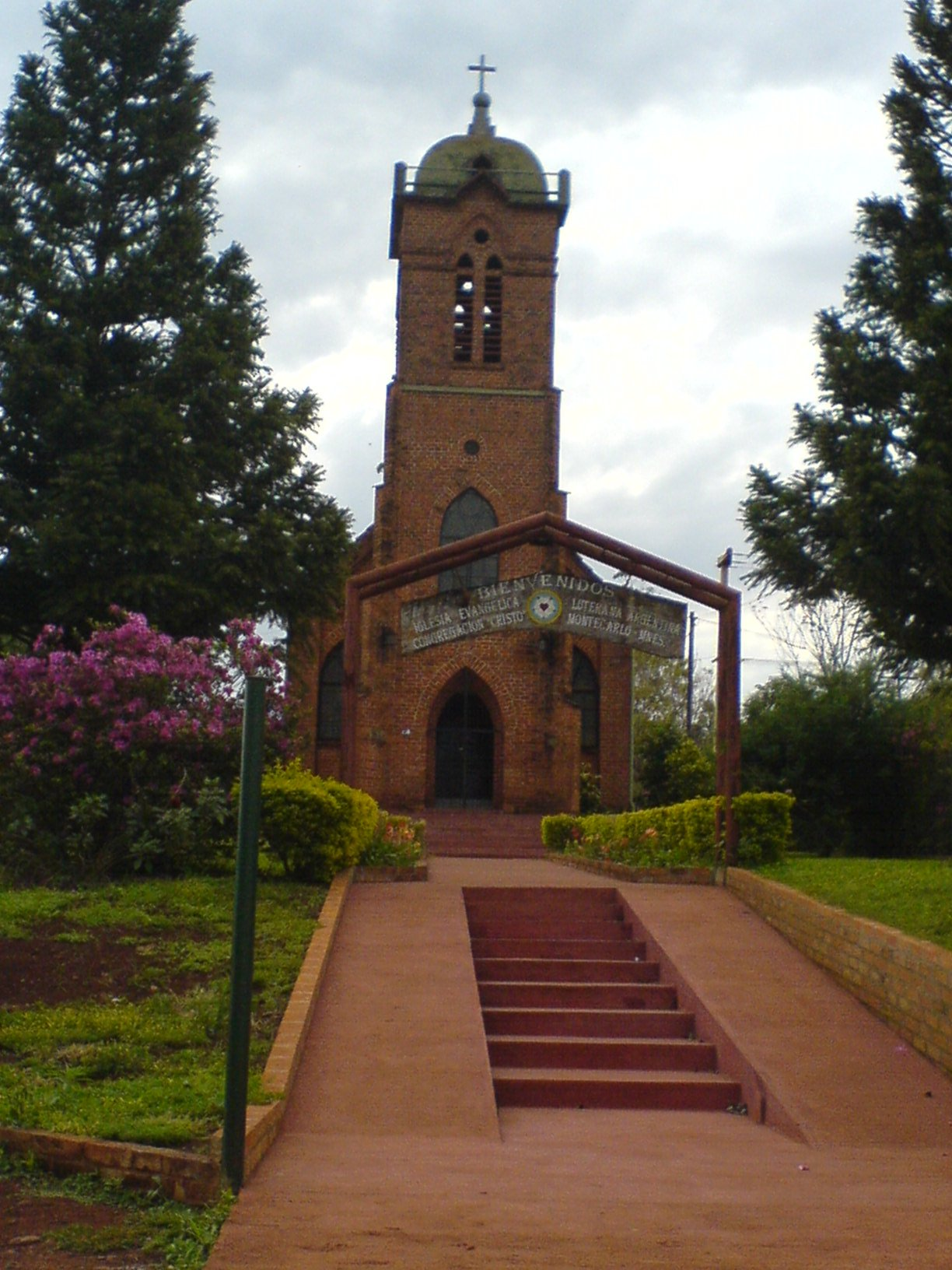
Il tempio luterano

Montecarlo è una città dell'Argentina, capoluogo dell'omonimo dipartimento nella provincia di Misiones.